# Muzeul Maritim din Osaka
Muzeul maritim din Osaka a fost un muzeu maritim din Osaka, Japonia. A fost deschis de primarul orașului Osaka la 14 iulie 2000, după ce lucrările au început la fața locului în martie 1998. Proiectat de arhitectul Paul Andreu alături de firmele de inginerie Arup și Tohata, muzeul a fost ridicat pe un teren construit în Golful Osaka la un cost de 12,8 miliarde de yeni, cu o replică a navei comerciale din perioada Edo, Naniwa Maru ca piesă centrală. Cerințele domului de a rezista la sarcinile seismice, ale valurilor și ale vântului și finalizarea sa cu succes au condus la câștigarea unui premiu special de structură în 2002 din partea Institution of Structural Engineers din Marea Britanie.
Muzeul a fost închis pe 10 martie 2013 din cauza unor probleme financiare și pentru că numărul vizitatorilor s-a redus foarte mult după popularitatea inițială a muzeului.

## Locul construcției și scurtă descriere
Orașul Osaka a dorit să dezvolte un muzeu care să reflecte istoria maritimă a orașului-port. Ei plănuiseră ca acesta să fie amplasat pe un teren recuperat în Golful Osaka, unde fuseseră construite o serie de birouri și un centru de convenții, pentru a crea o clădire emblematică care să atragă oamenii din centrul orașului. După alegerea lui Paul Andreu, acesta a oferit schițe preliminare care arătau o cupolă și a sugerat ca muzeul să fie plasat pe apă, și astfel să fie excavat un bazin de 300.000 m² din terenul recuperat, cu o cupolă sferică care pare să plutească în golf, accesat printr-un tunel scufundat.

## Proiectarea

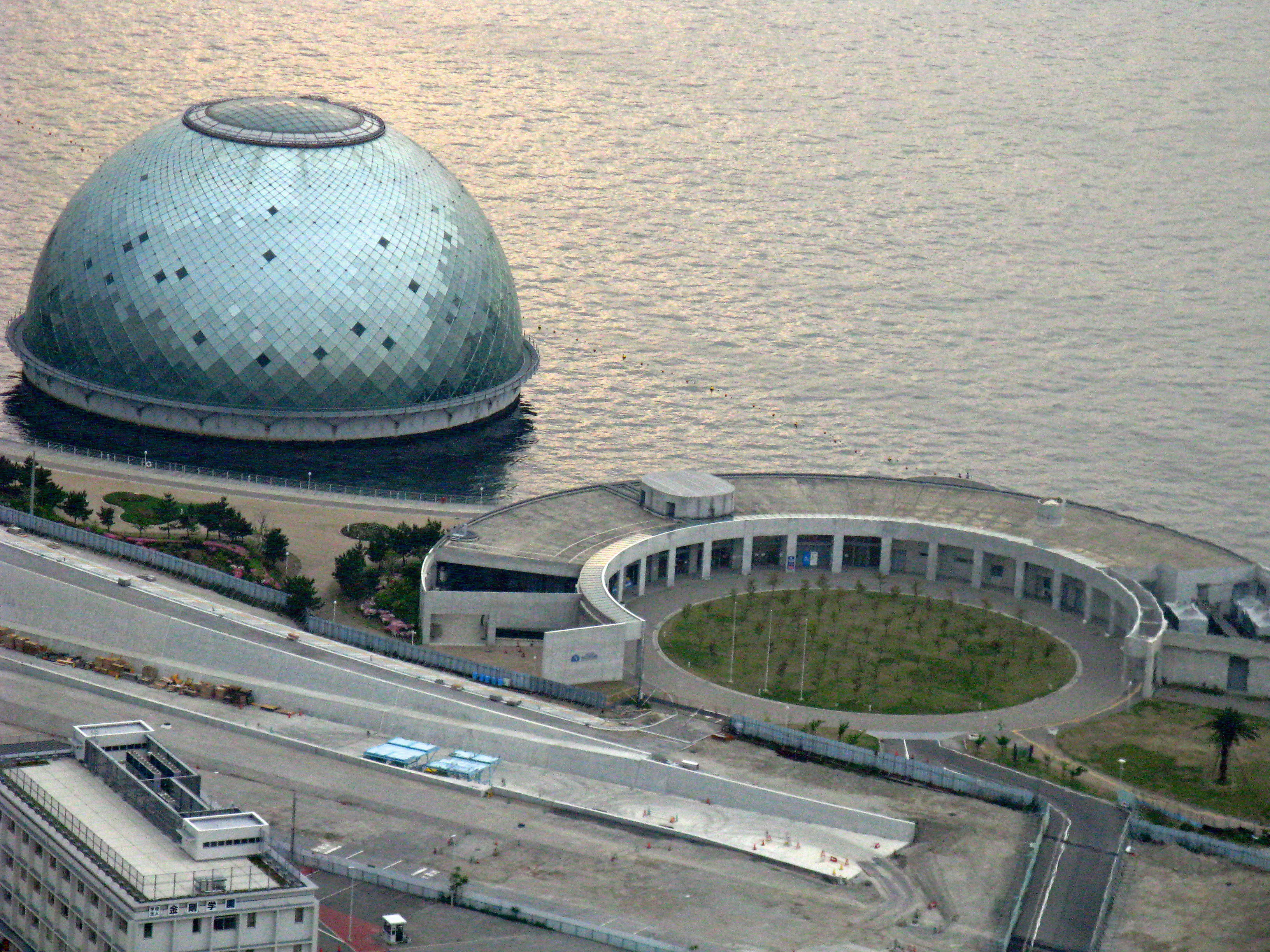
Domul este legat de partea continentală printr-un tunel subacvatic de 60 m lungime.

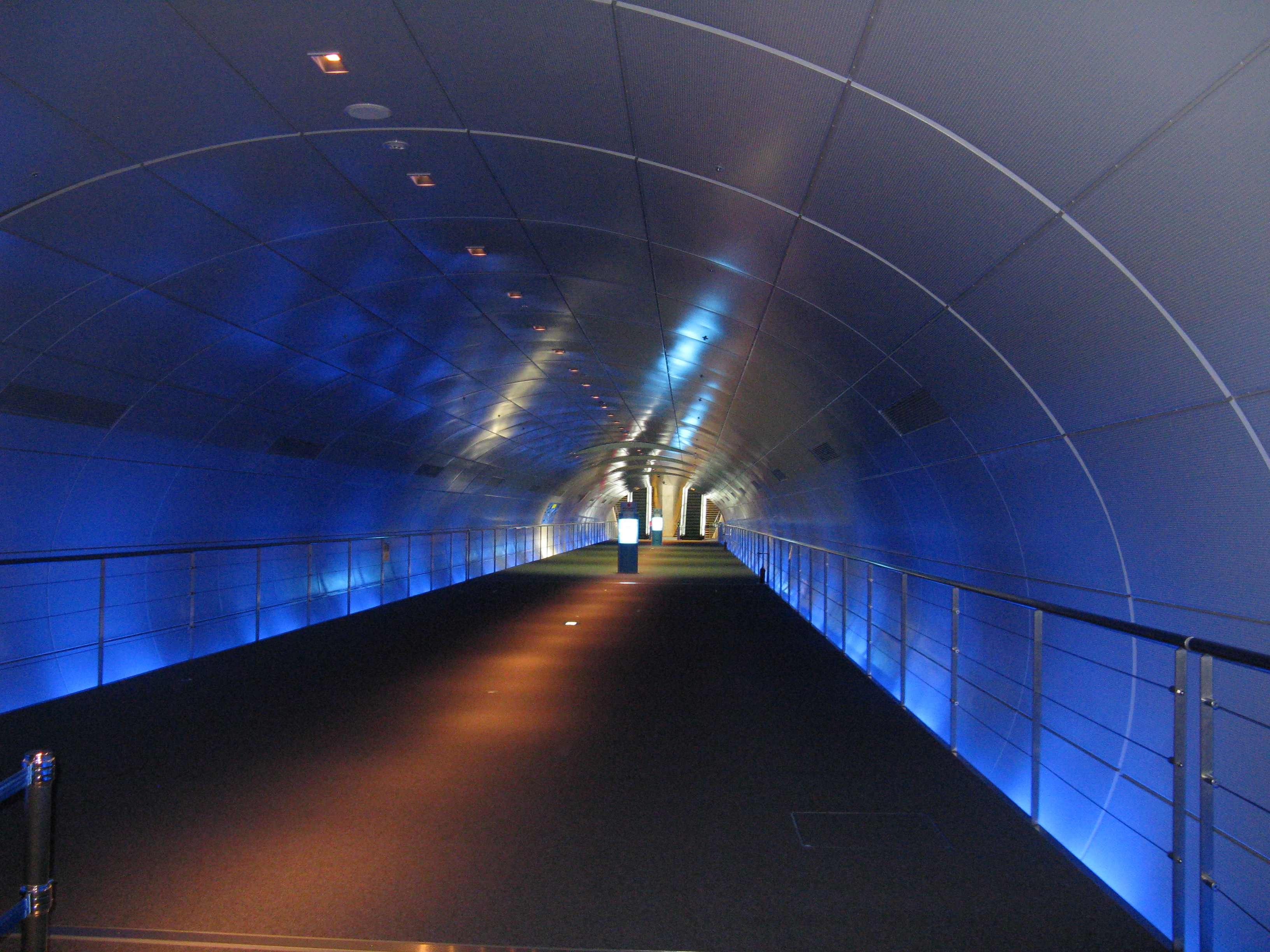
Tunelul scufundat care leagă intrarea de cupolă

Andreu și-a bazat cupola pe o curbă Viviani. Arup a fost firma responsabilă pentru proiectarea soluțiilor de inginerie structurală, mecanică, electrică și seismică pentru cupolă și structura internă care ține exponatele în interior, în timp ce firma japoneză Tohata a fost responsabilă pentru ingineria clădirii de acces, a tunelului scufundat și a substructurii domului.
Cu un amplasament format din 25 m de teren recuperat peste 15 m de argilă aluvionară, pilonii au fost proiectați să aibă o lungime de 40 m. Pentru a preveni scufundarea clădirii în pământ dacă un cutremur ar cauza lichefierea pământului, cei 10 m din partea de sus ai pilonilor au fost proiectați ca piloți prefabricați din beton cu carcase de oțel. Pentru a preveni ridicarea clădirii din cauza flotabilității, pilonii au fost turnați într-o placă de fundație de 1,6–2,5 m grosime pentru a asigura o greutate suficientă.
Clădirea semicirculară de la marginea terenului cuprindea casa de bilete, holul de intrare și birouri administrative, cu spațiu de depozitare și uzine la două nivele dedesubt. Din holul de la intrare, vizitatorii coborau în tunelul scufundat în coloane vitrate. Tunelul a fost realizat din beton armat și avea 15 m lățime și 60 m lungime, dar cea mai scurtă distanță de la cupolă până la mal a fost de 15 m.
Proiectul final a fost realizat pentru o clădire de 20.000 m2, constând dintr-o clădire de intrare de 5.000 m2, tunelul scufundat de 60 m lungime cu o suprafață de 1.000 m2, care se deschide în cupolă, ce cuprindea patru niveluri însumând 14.000 m2.

## Construcția

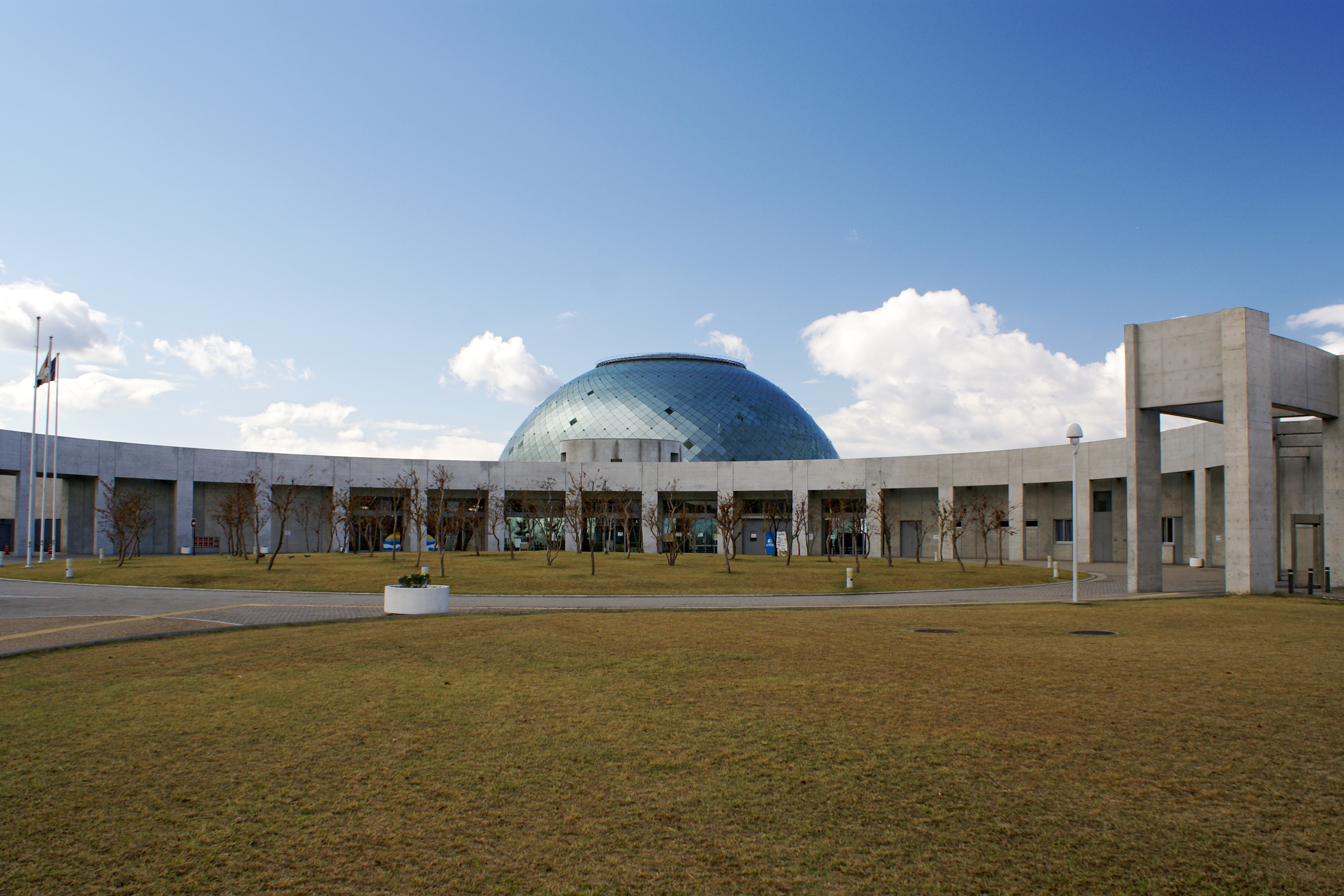
O vedere a domului din spatele clădirii de la intrarea

Timpul de construcție a fost de doar 25 de luni, iar cupola a fost partea cea mai critică a procesului de construcție. S-a descoperit că domul putea fi construit în afara amplasamentului, în timp ce secțiunea internă a fost construită la fața locului, evitând orice potențială discordanță de construcție și asigurând că proiectul va fi finalizat la timp. Acest lucru a însemnat, de asemenea, că structura domului a fost izolată de structura internă, simplificând rezistența la cutremur. Kawasaki Heavy Industries a fost aleasă pentru a construi domul, parțial pentru că se aflau la doar 33 km de cealaltă parte a Golfului Osaka. La 3 noiembrie 1998, o macara plutitoare de 4.100 de tone a ridicat cupola de 1.200 de tone și instalația de ridicare pe o barjă. Pe 5 noiembrie barja a efectuat călătoria de 6 ore până la locul muzeului și, după o zi de verificări, macaraua plutitoare a ridicat din nou domul, a manevrat spre substructura finalizată și a coborât domul la locul său.

## Muzeu
Osaka este un port și a crescut rapid în perioada Edo, devenind cunoscută drept bucătăria Japoniei. Scopul muzeului a fost de a arăta modul în care marea, navele și portul au fost folosite în beneficiul Osakăi și a dezvoltării generale a culturii maritime din întreaga lume.
Expoziția centrală a fost replica Naniwa Maru, o navă comercială sau higaki kaisen din secolul al XVII-lea. Nava a fost testată în Golful Osaka înainte de a fi închisă în muzeu când domul a fost adus la fața locului. Pe cele patru etaje din jurul și sub Naniwa Maru existau o serie de artefacte și exponate care urmăreau dezvoltarea comerțului maritim în jurul Osakăi și la nivel internațional. Acestea includeau desene Ukiyo-e, replici de figurine și o expoziție de unelte ale constructorului de nave.
Două săli video erau în subsol. „Pavilionul Aventura Mării” a oferit o poveste fictivă cu un tânăr navigator japonez, care se întâlnește cu pirați și valuri furioase, în timp ce scaunele se clătinau ca răspuns la vizualizarea de pe ecran. „Teatrul mării” a dus spectatorii prin Veneția cu ajutorul unui film 3-D și cu simularea vântului și a mirosurilor. În cele din urmă, un simulator de iaht, a oferit vizitatorilor posibilitatea de a încerca pilotarea cu ajutorul navigării virtuali.